# Opostega basilissa
Opostega basilissa là một loài bướm đêm thuộc họ Opostegidae. Nó được Edward Meyrick miêu tả năm 1893. Nó được tìm thấy ở Tây Úc.
Con trưởng thành bay vào tháng 10 và tháng 11.